# Selección Jalisco
La Selección Jalisco fue un conjunto que se formó con los mejores jugadores de los equipos participantes de la liga de Primera Fuerza del Estado de Jalisco.

## Historia
La primera selección se organizó en el año de 1926, y estaba formada por elementos de los equipos Guadalajara, Atlas, Nacional, y Oro.
Esta Selección recorría la República dando exhibiciones en partidos organizados en contra de equipos locales. Los mejores duelos se dieron en la Ciudad de México, a donde viajaron en los años de 1926, 1928 y 1930. Los duelos contra equipos de la liga de primera fuerza del Distrito Federal fueron intensos, se jugaron varios partidos contra el Club Deportivo Marte, el Real Club España, el Club de Fútbol Asturias y el Club América.
Aunque los resultados fueron muy parejos, los equipos jaliscienses fueron los más perjudicados, pues los equipos capitalinos observaron la capacidad con la que contaban los jugadores de Jalisco y a base de grandes ofertas y prestaciones convencieron a casi todos los jugadores de la selección a mudarse al Distrito Federal. Tan solo el equipo Marte se quedaría con la mitad de la Selección Jalisco ya que el General Aguirre ofreció grandes prestaciones.
"La Venada" Alatorre, Ignacio "El Calavera" Ávila, Tomás "El Poeta" Lozano, Lorenzo "La Yegua" Camarena, "El Patarato" Hernández y "El Moco" Hilario López, fueron algunos nombres que lucieron la camiseta de Jalisco en esa primera Selección de 1926.
Al paso del tiempo, la creación de esta Selección ayudó enormemente para que la liga de Jalisco cobrara más fuerza, inculcando de esta forma el deporte del fútbol por todo el estado y dando a conocer el poderío con el que contaban los equipos pertenecientes a la zona, fue toda una plataforma para el fútbol de Jalisco.
José Pelón Gutiérrez, Fausto Prieto, Max Prieto, Reyes "Terile" Sánchez, Luis Reyes, Teofilo Tilo García, Victoriano Zarco Vázquez, Pablo "Pablotas" González, Manuel "Cosas" López y Wintilio Lozano, son solo algunos de los hombres que formaron parte de esta Selección en sus inicios.
En 1937, la selección jalisciense se convirtió en el primer conjunto de provincia de México que viajaría al extranjero. El equipo organizaría una gira a Colombia, donde jugó una serie de partidos contra equipos de Argentina, Panamá, Colombia, Ecuador, Cuba, Venezuela y Perú.
El importante crecimiento que tomó el fútbol de Jalisco motivó que la Liga Mayor invitara a la Selección de Jalisco a participar dentro de su torneo. El primer partido de la Selección dentro de esta Liga se llevó a cabo el 11 de agosto de 1940. Participaría en los torneos 1940-1941, 1941-1942, 1942-1943, quedando en media tabla siempre.
En aquella undécima rotarían varios jugadores como Villavicencio, "El Pelón" Gutiérrez, "Pirracas" Castellanos, Rodrigo Ruiz, "Tilo" García, Max Prieto, Luis Reyes, "El Cosas" López, "El Ranchero" Torres, Lupe Velázquez, Pablo "Pablotas" González, "El Zarco" Vázquez, y Bonfiglio quien fuera Portero y Entrenador de esta selección.
El primer juego de la Selección Jalisco en la Liga Mayor en 1940, fue en el Campo Oro de Oblatos, que fue el primer estadio de concreto que tuvo la Liga Mayor, jugando contra el Unión Deportiva Moctezuma de Orizaba. El marcador final fue un 5-1 a favor de los tapatíos, y la alineación de ese encuentro por parte de la Selección de Jalisco fue:
Porteros: Fausto Quirarte y Angel Torres "Ranchero". Defensas: Antonio Casillas, José Gutiérrez "Pelón", José Luis Navarro. Medios: "Térile" Reyes Sánchez, "Nano" Hernández, Rodrigo Ruiz, "Pis" Salcido, Gustavo González. Delanteros: "Tilo" Teófilo García, Fausto Prieto, "Pirracas" José Castellanos, "Pablotas" Pablo González, Max Prieto, "Cazuelas" Luis Grajeda, Luis Reyes, José Guadalupe Velázquez.
En esa primera temporada, la Selección Jalisco provocó llenos a reventar en todos sus juegos, acabó la primera vuelta al frente de la tabla de posiciones, un punto arriba del Atlante y con solo tres puntos perdidos: 0-0 contra el Asturias en Guadalajara, y un 5-2 ante el Atlante en el parque Asturias, acabando la primera vuelta con 23 goles anotados en 7 partidos. Sin embargo, para la segunda vuelta del torneo la Selección Jalisco, sin la condición física requerida, solo pudo ganar 4 de 12 puntos y terminaría en 5.º lugar general.
Para 1943 la Liga Mayor de Jalisco, la Liga Veracruzana y la Liga Mayor del Distrito Federal se fusionaron y crearían la primera Liga Profesional de México. Con esto la Selección de Jalisco daría paso a la participación de equipos como el Club Deportivo Guadalajara, el Atlas y el Oro de Jalisco en la liga.
Después del inicio del profesionalismo, Jalisco se retiró de toda participación de clubes profesionales, pero el concepto de Selección se mantuvo, y el equipo se siguió formando para tener un número de presentaciones, como el caso de 1981 cuando enfrentó al Fútbol Club Barcelona el 20 de mayo, venciéndolo por marcador de 1-0.

## Uniforme
| 1928 | 1940 |

## Entrenadores
Estos son los entrenadores que tuvo la Selección Jalisco en la era en que participó en la Liga del Distrito Federal, de 1940 a 1943:
- Filberto Aceves
- Ignacio "Calavera" Ávila
- Loranzo "Yegua" Camarena
- Antonio "Indio" Carrazco

## Palmarés
- VIII Campeonato Nacional: 1941

Se lo ganó a la Selección del Distrito Federal por marcador de 3-2, el día 18 de mayo de 1941 en la Ciudad de México
- Trofeo Manuel Ávila Camacho: 1941

Se lo ganó al Necaxa por marcador de 2-0, el día 3 de diciembre de 1941